# 한요한
한요한(1991년 12월 3일 ~ )은 대한민국의 래퍼이자 작곡가이다.

## 학력
- 아현산업정보학교 실용음악과 (졸업)
- 호원대학교 실용음악학부 (학사)

## 생애
호원대학교 실용음악과를 전공하며, 여러 아티스트들 뒤에서 기타세션을 하던 중, 저스트뮤직에 입단하게 되었고, 앨범 「기타 멘 무사시」를 저스트뮤직 멤버로써 발표했다. 후에 우주비행 (WYBH) 크루에 소속되고, 유튜버로도 활동을 하는 중이다. 2020년 3월 28일, 정규 2집 《원기옥》을 발매하였다. 이 앨범에서 자신의 최고 히트곡인, <400km> 를 발매하게 된다. 그러나, 전곡이 비슷한 플로우와 멜로디로 인해 '자가복제'라는 소소한 비판이 있었다. 그래서 더욱 이를 갈고 발매한 정규 3집《초희귀종》은 좋은 평가를 받으며 일부 실험적인 트랙들이 인상적이라는 평을 다수 받게 되었다. 하지만《원기옥》,《초희귀종》에 힘을 너무 쏟은 나머지 음악인으로써의 번아웃이 찾아왔다고 인터뷰에서 밝혔으며, 결국 그런 불안과 고민을 담아낸 정규 4집《Time Machine》은 그가 1년간 겪은 과정을 드라마틱하게 그려낸 앨범이라고 평가받는다. 다만 《초희귀종》같이 반복적인 스타일에서 벗어난 스타일의 곡을 만들거나, 《원기옥》과 같은 메가 히트곡을 만들어내지는 않아서 그 때부터 음악적 성적에 대한 고민을 내려놓았다는 말이 나오기도 하였다. 그리고, 얼마 지나지 않아 정규 5집 《Shining Star》을 통해 5집 가수의 반열에 오르게 되었다. 이 앨범에는 한요한이 소화할 수 있는 곡들은 아주 탁월하게 만들어냈다는 평가를 받고 있으며, 특히나 본인이 자신이 만든 것들 중에 가장 마음에 드는 앨범이라고 글을 적기도 하였다. 그리고 2024년 이후로는 단순히 힙합이라는 장르에서 벗어나 락, 메탈, 테크노 등 다양한 장르에 접근하며 신선하고도 파격적인 음악적 변신을 시도하였다.

## 음반

### 정규
| 앨범 번호 | 앨범 타이틀      | 발매일           |
| --------- | ---------------- | ---------------- |
| 1집       | 《엑시브》       | 2019년 3월 9일   |
| 2집       | 《원기옥》       | 2020년 3월 28일  |
| 3집       | 《초희귀종》     | 2021년 9월 14일  |
| 4집       | 《Time Machine》 | 2022년 11월 10일 |
| 5집       | 《Shining Star》 | 2023년 7월 20일  |
| 6집       | 《 》            | 2025년 ?월 ??일  |

### EP
| 앨범 번호 | 앨범 타이틀         | 발매일           |
| --------- | ------------------- | ---------------- |
| 1         | 《SELFMADE》        | 2015년 5월 21일  |
| 2         | 《911》             | 2016년 5월 19일  |
| 3         | 《기타 멘 무사시》  | 2016년 11월 30일 |
| 4         | 《칼춤》            | 2017년 5월 15일  |
| 5         | 《기타 멘 무사시2》 | 2018년 2월 12일  |
| 6         | 《청룡쇼바》        | 2018년 8월 12일  |
| 7         | 《외나무다리》      | 2019년 7월 6일   |
| 8         | 《올인》            | 2020년 9월 12일  |

### 싱글
| 앨범 번호 | 앨범 타이틀  | 발매일           |
| --------- | ------------ | ---------------- |
| 1         | 《훅잽이》   | 2017년 1월 19일  |
| 2         | 《범퍼카》   | 2018년 1월 29일  |
| 3         | 《헬리콥터》 | 2018년 5월 23일  |
| 4         | 《걱정마》   | 2018년 10월 16일 |
| 5         | 《호루라기》 | 2019년 6월 27일  |
| 6         | 《산산조각》 | 2019년 7월 14일  |
| 7         | 《불꽃》     | 2019년 9월 15일  |
| 8         | 《반복》     | 2020년 2월 8일   |
| 9         | 《H..》      | 2025년 5월 22일  |